# MLBの賞の一覧
野球のメジャーリーグベースボール（MLB）では、優秀な成績を収めた選手・球団を賞やトロフィーで表彰している。ナショナルリーグとアメリカンリーグのリーグ優勝球団、ワールドシリーズを制覇した球団にはトロフィーが贈られる。全米野球記者協会、コミッショナー事務局、スポンサー企業などの組織は、打撃・投球・守備などで卓越した成績を記録した選手を表彰している。
最優秀選手賞は、通常はMVPと略されて呼ばれる。1931年から全米野球記者協会 (BBWAA) がMVPの表彰を始め、現在に至る。また、MVPはオールスターゲーム、リーグチャンピオンシップシリーズ、ワールドシリーズでも選出される。打撃ではシルバースラッガー賞やハンク・アーロン賞、投球ではサイ・ヤング賞やローレイズ・リリーフマン賞、守備ではゴールドグラブ賞などの賞がある。優秀守備選手賞が2012年に制定された最も新しい賞である。
コミッショナーは自身の裁量で、歴史的偉業を達成した選手や球団を特別表彰することができる。

## チームの賞

### コミッショナーズ・トロフィー
コミッショナーズ・トロフィーは、コミッショナーからワールドシリーズの優勝球団へ贈られる。ワールドシリーズはアメリカンリーグとナショナルリーグのリーグ優勝球団によって1903年以降ほぼ毎年行われている。例外は1904年と1994年で、1904年はナ・リーグのニューヨーク・ジャイアンツがア・リーグのボストン・アメリカンズとの対戦を拒否、1994年は選手会によるストライキのため中止された。
ワールドシリーズは現在、7回戦制で行われる。勝利チームにはコミッショナーズ・トロフィー、勝利チームの各選手には指輪が贈られる。トロフィーは、1967年から贈られるようになった。
現在のトロフィーは、アメリカンリーグとナショナルリーグの合計チーム数を表す30のペナントが立つデザインとなっている。NHLのスタンレー・カップ 、NFLのヴィンス・ロンバルディ・トロフィー、NBAのラリー・オブライエン・トロフィーとは異なり、北米4大プロスポーツリーグの中では唯一、トロフィー名に特定の人物の名が冠されていない。

### ウォーレン・ジャイルズ・トロフィー
ウォーレン・ジャイルズ・トロフィーは、ナショナルリーグの優勝チームに毎年贈られる。名前の由来となったウォーレン・ジャイルズは、1951年から1969年にかけてナショナルリーグ会長を務めた。

### ウィル・ハリッジ・トロフィー
ウィル・ハリッジ・トロフィーは、アメリカンリーグの優勝チームに毎年贈られる。名前の由来となったウィル・ハリッジは、1931年から1958年にかけてアメリカンリーグ会長を務めた。

## 個人への賞

### 最優秀選手賞
最優秀選手賞 (Most Valuable Player Award、MVP) は、MLBにおいて最も活躍した選手を表彰するものである。アメリカンリーグとナショナルリーグからそれぞれ1人ずつ選出される。1931年より全米野球記者協会の投票となり現在の形となった。基本は全選手が対象となるが、投手にはサイ・ヤング賞があるため、通常は打者を対象とした賞である。例外で投手が受賞することもある。

### サイ・ヤング賞
サイ・ヤング賞（Cy Young Award）は、最も活躍した投手を表彰する賞で、アメリカンリーグとナショナルリーグからそれぞれ1人ずつ選出される。この賞は、1955年に死去したサイ・ヤングを称え、翌1956年に当時のコミッショナーであったフォード・フリックが制定。当初は両リーグのうちから1人だけが選ばれていたが、1967年から両リーグからそれぞれ1人ずつという現在の形式になった。

### 最優秀新人選手賞
最優秀新人選手賞（新人王、Rookie of the Year Award）は、最も活躍した新人選手を表彰するもので、アメリカンリーグとナショナルリーグからそれぞれ1人ずつ選出される。1947年に制定され、1948年までは両リーグから1人の選出、1949年から各リーグごとに1人の選出となる。最初の受賞者はジャッキー・ロビンソン。これを記念して1987年に「ジャッキー・ロビンソン賞」という別名がつけられた。
フレッド・リン（1975年）とイチロー（2001年）はMVPと新人王を同時受賞している。フェルナンド・バレンズエラ（1981年）はサイ・ヤング賞と新人王を同時に受賞した唯一の選手である。

### 最優秀救援投手賞
最優秀救援投手賞は、年間で最も優秀な救援投手に贈られる賞である。2014年に制定された。
過去には1976年から2012年にローレイズ・リリーフマン賞、2005年から2013年にデリバリー・マン・オブ・ザ・イヤーがあったが、別の賞である。
2017年からは月間でリリーバー・オブ・ザ・マンスを発足させた。

### 最優秀監督賞
最優秀監督賞（Manager of the Year Award）は、アメリカンリーグとナショナルリーグから最も良い監督を表彰するもので、1983年から選出を始めた。全米野球記者協会 (BBWAA) の会員（ア・リーグは28人、ナ・リーグは32人）により選出し、1位票（5点）・2位票（3点）・3位票（1点）をそれぞれ1票を投じた結果で選出される。ボビー・コックスは1985年にブルージェイズ、1991年にブレーブスで最優秀監督に選出され、史上初めて両リーグで最優秀監督に選出された監督となった。その後、トニー・ラルーサ、ルー・ピネラ、ジム・リーランドが両リーグで最優秀監督に選出された。ジョー・ジラルディ（2006年、マーリンズ）は、史上初の負け越したチームからの選出となった。

### ゴールドグラブ賞
ゴールドグラブ賞（Rawlings Gold Glove Award）は、ナショナルリーグ・アメリカンリーグの各リーグから、守備に卓越した選手が、各チームの監督・コーチの投票によって選出される。所属チームには投票することができない。各ポジション1人（外野手は一括りに3人が選ばれる）ずつ計9人選出される。

### プラチナ・ゴールド・グラブ賞
プラチナ・ゴールド・グラブ賞（the Rawlings platinum Gold Glove Award）は、その年のゴールドグラブ賞の受賞者から両リーグそれぞれ1人ずつ計2人、最も守備で優れていると思われる選手に投票される。ローリングス社のウェブサイト上からファン投票によって選出される。

### フィールディング・バイブル・アワード
フィールディング・バイブル・アワード（THE FIELDING BIBLE AWARDS）は、1つのポジションに対し、10名（12名）のセイバーメトリクスの専門家を中心に構成された選考者各々が、順位をつけて全チームから守備位置ごとに各一名が選出される。外野手は、左翼手・中堅手・右翼手でそれぞれ選出される。また、2014年より、複数ポジションを守った選手（いわゆるユーティリティープレイヤー）も全チームから1人選ばれる。

### シルバースラッガー賞
シルバースラッガー賞（Silver Slugger Award）は、アメリカンリーグとナショナルリーグの各リーグから、その年のシーズンで最も打撃に優れていた選手が各ポジション1人ずつ計9人が、各チームの監督・コーチの投票によって選出される。ナショナルリーグでは投手の表彰も行われていたが、 2020年はナショナルリーグ史上初の指名打者制を導入したことにより投手ではなく指名打者としてマーセル・オズナが受賞した。2022年からナショナルリーグでも恒久的に指名打者制が採用されることになり、これにより投手の表彰はなくなった。また同年からユーティリティープレイヤーの部門が新設されている。

### ハンク・アーロン賞
ハンク・アーロン賞（Hank Aaron Award）は、アメリカンリーグとナショナルリーグの各リーグから、その年に最も活躍したそれぞれ一人ずつの打者を選出。この賞は、1999年にハンク・アーロンが、ベーブ・ルースの通算本塁打記録を更新してから25周年を記念して制定された。選出方法は何回か変更が加えられ、2009年はMLB30チームからそれぞれ3人の候補が選ばれ、ファン投票によって各チーム1人、合計30人に絞り、そこから再びファン投票により最終決定された。

### エドガー・マルティネス賞
エドガー・マルティネス賞（Edgar Martínez Outstanding Designated Hitter Award）は、年間で最も活躍した指名打者に贈られる。MLB各球団の担当記者やアメリカンリーグの広報担当などの投票で決定する。1973年の設立当初は最優秀指名打者賞 (Outstanding Designated Hitter Award) であったが、エドガー・マルティネスの功績を称えて、2004年に改称した。同一年にシルバースラッガー賞 (指名打者部門)と同じ選手が受賞する傾向が強い。

### カムバック賞
カムバック賞（Comeback Player of the Year Award）は、2005年にMLBとファイザー社のバイアグラ間のスポンサー契約によって制定された。

### トニー・コニグリアロ賞
トニー・コニグリアロ賞（Tony Conigliaro Award）は、1990年に制定され、難病や逆境を克服した選手に贈られる。年に1人表彰（2000年と2001年は2人）。顔面死球から奇跡的に復帰したメジャーリーガーであるトニー・コニグリアロに由来する。

### ロベルト・クレメンテ賞
ロベルト・クレメンテ賞（Roberto Clemente Award）は、ファンやメディアの投票によって人格者で慈善活動を精力的に行っているMLB選手に贈られる。この賞は、コミッショナー賞として1971年に制定されたが、1972年のニカラグア地震の救援活動中に事故死したロベルト・クレメンテの名にちなみロベルト・クレメンテ賞へ改称。毎年、全30球団から1人ずつ候補者を選出し、そこから受賞者を選出する。

### ウォーレン・スパーン賞
ウォーレン・スパーン賞（Warren Spahn Award）は、シーズンで最も活躍した左腕投手に贈られる。ブレーブスなどで活躍し、左腕歴代1位となる通算363勝を記録したウォーレン・スパーンにちなむもので、1999年にオクラホマシティのオクラホマ・スポーツ博物館によって創成された。

### ハート&ハッスル賞
ハート&ハッスル賞は、MLB同窓組合（Major League Baseball Players Alumni Association(MLBPAA)）によって、フィールド上におけるプレーの評価だけでなく「価値・精神・伝統」を尊重し示した現役選手に対して表彰が行われる。MLBの各賞のなかで唯一、OB選手の投票によって選ばれる。受賞者選考については、まず各球団から1名ずつ候補者が決定し表彰が行われ、その後改めて30人から1人が最終的な受賞者として表彰される。2005年より表彰を開始。

### ハッチ賞
ハッチ賞（Hutch Award）は、ファイティングスピリットと競争意識を持ち、逆境を跳ね除けてファンに勇気を与えた選手に贈られる。1964年に癌で死去したフレッド・ハッチンソンの功績と彼のファイティングスピリットを称えて、翌1965年に制定された。同賞の受賞者には、受賞の翌年1月に彼の生まれ故郷であるシアトルのT-モバイル・パークで表彰式が催される。

### ルー・ゲーリッグ賞
ルー・ゲーリッグ賞（The Lou Gehrig Memorial Award）は、コロンビア大学のファイ・デルタ・シータ（φδθ）友愛会が、同校のOBで友愛会のメンバーでもあったルー・ゲーリッグに敬意を表して名前を冠したMLB公認の賞である。1955年に設立されたこの賞は全現役選手が選考対象者となるが、人格者であったゲーリッグのように球場内外での優れた精神や人柄が選考ポイントとなる。歴代受賞者のレリーフはニューヨーク州クーパーズタウンにあるアメリカ野球殿堂博物館に飾られている。

### オールMLBチーム
オールMLBチーム（All-MLB Team）は、そのシーズンのベストメンバーを決める賞。2019年に創設され、MLBの最も新しい賞である。レギュラーシーズンの成績が評価対象で、両リーグ全体から先発投手（5人）、救援投手（2人）、捕手、一塁手、二塁手、三塁手、遊撃手、外野手（3人）、指名打者の計16人で1チームが組まれ、「ファーストチーム（1軍）」と「セカンドチーム（2軍）」に別けて表彰する。ポジションごとの候補者の数は決まっておらず、リーグの区別はない。外野手はポジションに関係なく選ばれる。ファン投票と専門家の評価によって決定する。

### ワールドシリーズ最優秀選手賞
ワールドシリーズ最優秀選手賞は、ワールドシリーズで最も勝利に貢献した選手に与えられる。この賞は1955年に制定された。当初はスポーツマガジン (SPORT Magazine) によって選出されたが、現在はシリーズ最終戦で記者の委員会と関係者によって選出される。

### ベーブ・ルース賞
ベーブ・ルース賞（Babe Ruth Award）は、ワールドシリーズで、最も顕著な活躍をした選手に贈られる。受賞者の選定は、全米野球記者協会ニューヨーク支部によって行われる。ベーブ・ルース死去の翌1949年に制定された。上述のワールドシリーズMVPと似ているが、受賞選手は異なる場合も多い。また、シリーズMVPが最終戦終了時に発表・表彰されるのに対し、ベーブ・ルース賞は通常、シリーズ終了の数週間後に発表・表彰される。

### リーグチャンピオンシップシリーズ最優秀選手賞
リーグチャンピオンシップシリーズは、ディビジョンシリーズの勝利チームによって行われ、7回戦制で、勝利チームがワールドシリーズに進出する。リーグチャンピオンシップシリーズ最優秀選手賞は、ナショナルリーグでは1977年、アメリカンリーグでは1980年に制定された。

### MLBオールスターゲーム最優秀選手賞
MLBオールスターゲーム最優秀選手賞は、オールスターゲームで最も活躍した選手が選出される。1962年にアーク・ワードによってアーク・ワード・メモリアル・アワード (Arch Ward Memorial Award) として制定された。1970年からコミッショナーズ・トロフィーへ改名したが、1985年から当初のアーク・ワード・メモリアル・アワードに戻した。2002年7月5日にテッド・ウィリアムズが死去。同年のオールスターから彼の名誉を称え、テッド・ウィリアムズ最優秀選手 (Ted Williams Most Valuable Player) へ改名。2002年のMLBオールスターゲームは引き分けとなったため、MVPは受賞者なしとなり、テッド・ウィリアムズ最優秀選手として初の受賞者は2003年のギャレット・アンダーソンである。

## その他

### コミッショナー特別表彰
コミッショナー特別表彰は、MLBのコミッショナーが歴史的偉業を達成した団体や選手を表彰する。表彰のトロフィーは、ティファニーが製作したものである。表彰は今までにコミッショナーのバド・セリグが選手を9回、球団を1回、それ以外に1回の計11回表彰している。メジャーリーグ記録を更新した選手が表彰されることが多い。シーズン本塁打更新ではサミー・ソーサ、マーク・マグワイア、バリー・ボンズの3選手。イチローはシーズン安打、カル・リプケン・ジュニアは連続試合出場、リッキー・ヘンダーソンは通算の盗塁や得点の記録更新で表彰された。